# Amata fantasia
Amata fantasia là một loài bướm đêm thuộc phân họ Arctiinae, họ Erebidae.